# فرانک کندال اورست
سرتیپ فرانک کندال اورست(به انگلیسی: Frank Kendall Everest)(نهم اوت ۱۹۲۰- یکم اکتبر ۲۰۰۴)افسر نیروی هوایی ایالات متحده آمریکا بود. شهرت او به عنوان مهندس هوافضا و تست پایلت در دههٔ ۱۹۵۰ میلادی است. از کارهای مهم او می‌توان به موارد زیر اشاره کرد:
- انجام ۹۴ ماموریت جنگی در آفریقا و ایتالیا در خلال جنگ جهانی دوم در سال‌های ۱۹۴۲ و ۱۹۴۳ و سرنگون کردن دو فروند هواپیمای آلمانی و آسیب زدن به یکی دیگر از آنان.
- انجام ۶۷ ماموریت جنگی در نبرد برمه در سال ۱۹۴۴ و ۱۹۴۵ و سرنگون کردن چهار فروند هواپیمای ژاپنی.
- بر جای گذاشتن رکورد غیر رسمی جهانی ارتفاع پرواز ۷۳۰۰۰ پا با هواپیمای بل ایکس-۱ در سال ۱۹۴۶
- بر جای گذاشتن رکورد سرعت جهانی ۱۲۱۰ کیلومتر در ساعت با هواپیمای وای اف-۱۰۰ در تاریخ ۲۹ اکتبر ۱۹۵۳.
- پرواز با هواپیمای بل ایکس-۱بی با سرعت ۲/۳ ماخ در دسامبر ۱۹۵۴ که باعث شد او به عنوان دومین انسان سریع جهان شناخته شود.